# Julia Cameron
Julia B. Cameron (Libertyville, Illinois, 4 de marzo de 1948) es una escritora, profesora, periodista, artista, cineasta, dramaturga y compositora estadounidense. Es conocida por su libro The Artist's Way (1992). También ha escrito otras obras de no ficción, cuentos y ensayos, así como novelas, obras de teatro, musicales y guiones.

## Biografía
Nació en Libertyville (Illinois), un suburbio de Chicago, y fue criada como católica. Es la segunda de siete hermanos. Su padre trabajaba en la industria publicitaria y su madre era poeta. Comenzó a estudiar en la Universidad de Georgetown antes de trasladarse a la Universidad de Fordham. Escribió para el periódico The Washington Post y luego para la revista Rolling Stone. También trabajó para el periódico The Village Voice. Su labor durante aquella época se enmarcó dentro de la corriente denominada «nuevo periodismo».
Conoció al director de cine Martin Scorsese mientras realizaba un encargo para la revista Oui. Se casaron en 1976 y se divorciaron un año después; Cameron fue la segunda esposa de Scorsese. Tienen una hija, la actriz y directora Domenica Cameron-Scorsese, nacida en 1976. El matrimonio terminó después de que Scorsese empezara a salir con Liza Minnelli mientras los tres trabajaban en New York, New York (1977). Cameron y Scorsese colaboraron en el documental American Boy: A Profile of Steven Prince (1978). Sus memorias Floor Sample detallan su caída en el alcoholismo y la adicción a las drogas, que le provocaron desmayos, paranoia y psicosis.
En 1978, al llegar a un punto de su vida en el que la escritura y la bebida ya no podían coexistir, dejó de abusar de las drogas y el alcohol, y comenzó a dar clases sobre cómo enfrentar el bloqueo creativo, llegando a publicar un libro basado en su trabajo: The Artist's Way. Al principio vendía copias fotocopiadas del libro en una librería local, antes de que fuera publicado por la editorial TarcherPerigee en 1992. La escritora sostiene que la creatividad es un auténtico camino espiritual. La influencia del libro ha sido reconocida por artistas y escritores como Patricia Cornwell, Elizabeth Gilbert, Sarah Ban Breathnach, Pete Townshend, Alicia Keys y Helmut Newton.
Ha enseñado sobre cine, desbloqueo creativo y escritura, y ha impartido clases en el Instituto Smithsoniano, el Instituto Esalen, el Instituto Omega de Estudios Holísticos y el Open Center de Nueva York. En la Universidad de Northwestern, fue escritora residente de cine. En 2008 impartió una clase en el Open Center de Nueva York, The Right to Write (El derecho a escribir), que lleva el nombre y el modelo de uno de sus libros más vendidos, y que revela la importancia de la escritura.
Ha vivido en Los Ángeles, Chicago, Nueva York, y Washington D. C. Posteriormente se mudó a Santa Fe (Nuevo México).

## Obras

### No ficción
- The Listening Path: The Creative Art of Attention (St. Martin's Press, 2021)
- It's Never Too Late to Begin Again: Discovering Creativity and Meaning at Midlife and Beyond (Tarcher, 2016)
- The Artist's Way for Parents: Raising Creative Children  (Tarcher/Hay House, 2013)
- The Prosperous Heart: Creating a Life of "Enough"  (Tarcher/Hay House, 2011; ISBN 978-1-58542-897-7)
- Faith and Will: Weathering the Storms in Our Spiritual Lives (Tarcher, 2010; ISBN 1585428019)
- The Creative Life: True Tales of Inspiration (Tarcher, 2010)
- The Artist's Way Every Day: A Year of Creative Living (Tarcher, 2009)
- Prayers to the Great Creator: Prayers and Declarations for a Meaningful Life (Tarcher, 2008)
- The Writing Diet: Write Yourself Right-Size (Tarcher, 2007; ISBN 1-58542-571-0)
- Floor Sample (Tarcher, 2006; ISBN 1-58542-494-3)
- How to Avoid Making Art  (2006; ISBN 1-58542-438-2), ilustrado por Elizabeth Cameron
- Letters to a Young Artist (Tarcher, 2005)
- The Sound of Paper (Tarcher, 2004; Hardcover ISBN 1-58542-288-6)
- Supplies: A Troubleshooting Guide for Creative Difficulties (Tarcher, 2003; Rev&Updtd edition ISBN 1-58542-212-6)
- Walking in this World (Tarcher, 2003; Reprint edition ISBN 1-58542-261-4)
- The Artist's Way, 10th Annv edition (Tarcher, 2002; ISBN 1-58542-146-4)
- Inspirations: Meditations from The Artist's Way (Tarcher, 2001;ISBN 1-58542-102-2)
- God is Dog Spelled Backwards (Tarcher, 2000; ISBN 1-58542-062-X)
- God is No Laughing Matter (Tarcher, 2000; ISBN 1-58542-065-4)
- Supplies: A Pilot's Manual for Creative Flight (2000)
- The Artist's Date Book (Tarcher, 1999; ISBN 0-87477-653-8), ilustrado por Elizabeth Cameron Evans
- Money Drunk Money Sober (Ballantine Wellspring, 1999; ISBN 0-345-43265-7)
- The Writing Life (Sounds True, 1999; ISBN 1-56455-725-1)
- Transitions (Tarcher, 1999; ISBN 0-87477-995-2)
- The Artist's Way at Work (Pan, 1998; ISBN 0-330-37319-6)
- Blessings (Tarcher, 1998; ISBN 0-87477-906-5)
- The Right to Write: An Invitation and Initiation into the Writing Life (Tarcher, 1998; ISBN 1-58542-009-3)
- Heart Steps (Tarcher, 1997; ISBN 0-87477-899-9)
- The Vein of Gold (1997; ISBN 0-87477-836-0)
- The Artist's Way Morning Pages Journal (Tarcher, 1995; ISBN 0-87477-886-7)
- Finding Water: The Art of Perseverance (Tarcher, 2006; ISBN 1585424633)
- The Money Drunk (1993)
- The Artist's Way (1992)

### Ficción
- Popcorn: Hollywood Stories (Really Great Books, 2000; ISBN 1-893329-12-7)
- The Dark Room (Carroll & Graf Pub,1998; ISBN 0-7867-0564-7)

### Musicales
- Avalon
- Magellan
- The Medium at Large

### Obras de teatro
- Four Roses
- Public Lives
- The Animal in the Trees

### Poesía
- This Earth (Sounds True, 1997; ISBN 1-56455-549-6)
- Prayers for the little ones (Renaissance Books, 1999; ISBN 1-58063-048-0)
- Prayers to the nature spirits (Renaissance Books, 1999; ISBN 1-58063-047-2)
- The Quiet Animal

### Cine y televisión
- American Boy: A Profile of Steven Prince (1978)
- Elvis and the Beauty Queen (1981)
- Miami Vice (1 episodio: "Junk Love", 1985)
- God's Will (1989)